# Парк природе Шуменска висораван
Парк природе Шуменска висораван (буг. Природен парк Шуменско плато) је парк природе који се налази у северном делу Шуменске области у Бугарској, на највишој висоравани Дунавске равнице. Највећи део парка је шумовит, а преовлађује буква. Ово подручје је проглашнео за национални парк 1980. године, а 2003. године за парк природе, да би сачувао своје екосистеме и биолошку разноврсност флоре и фауне. У оквиру парка налази се Шуменска твђава и неколико пећинских манастира.

## Географија
Парк је стациониран у североисточном делу Бугарске. Цела висораван се са северне страни граничи долинама река Пакоша, Стражка, реком Вранато на западу и долинама река Врана, Тича и Мамича на југу. Површина парка је 3929 хектара. Парк обухвата шуму букве која је површине 63,4 хектара, а ова шума је заштићена јер се у њој налазе стабла мезијске букве, старе неколико стотина година. Једина дозвољена активност у парку је коришћење стаза које пролазе кроз парк природе.

## Историја
Парк је део мреже Natura 2000 и у њему се строго чува природно станиште, флора и фауна. У оквиру висоравни, парк се протеже на 3929,9 хектара. Налази се у источном делу Дунавне равнице у непосредној близини града Шумен. Проглашен је националним парком 1980. године, а парком природе 2003. године. Одговорност управљања парком има Влада Бугарске и диктирана је под Планом управљама парковима природе и Законом о заштићеним подручјима 1998. године.

## Флора и фауна
Парк и висораван имају препознатљиве топографске карактеристике и водене ресурсе, а климатски услови и земљиште диктирају биолошку разноврсност
Парк има густо шумовито подручје, а око 90% површине покривено је шумама углавном мешовитим листопадним шумама. Биљне врсте пописане у овој шуми су: јасен, буква, граб, липа, јавор, цер и многе друге. 
Од шумске четинарске вегетације у парку се налази: црни бор, европска смрча, дуглазија, бели бор и смрча. У отвореном подручју парка налази се неколико врста жбунова и трава. Пописано је укупно 14 врста орхидеја и више од 250 врста других биљака. Читав парк природе садржаи 550 врста васкуларних биљака изузев маховина.
Парк настањује 350 врста бескичмењака и више од 240 врста кичмењака. Од пописаних сисара у парку се налазе : јазавац, куна белица, лисица, црвени јелен, срна, дивља свиња и многе друге. Од пописаних гмизаваца у парку налазе се : смук, зелембаћ, шумска корњача, гуштер и многи други. 
Животиње, које су под различитим категоријама заштите, пријављене у парку су : црна жуна, буљина, орао кликташ, шарени твор, јастреб и Mesocricetus newtoni.

## Културна баштина
У оквиру парка природе налази се велики број културних знаменитости као што су : Шуменска тврђава, пећински манастири и Бугарски државни споменик.

## Галерија
- Пут кроз шуму
- Остаци Шуменске тврђаве